# Пауль Капдевіль
Пауль Капдевіль (ісп. Paul Capdeville; нар. 2 квітня 1983) — колишній чилійський тенісист.
Найвищу одиночну позицію світового рейтингу — 76 місце досяг 18 травня 2009, парну — 147 місце — 23 липня 2007 року.
Здобув 1 парний титул.
Найвищим досягненням на турнірах Великого шолома було 2 коло в одиночному розряді.
Завершив кар'єру 2014 року.

## Всі фінали

### Фінали в одиночному розряді
| Легенда (одиночний розряд) |
| -------------------------- |
| Челленджери (10–10)        |
| Ф'ючерс (0)                |

| Результат | Ранг | Дата              | Турнір                         | Покриття | Суперник            | Рахунок              |
| --------- | ---- | ----------------- | ------------------------------ | -------- | ------------------- | -------------------- |
| Перемога  | 1.   | 18 квітня 2005    | Богота, Колумбія               | Ґрунт    | Пабло Гонсалес      | 6–3, 6–4             |
| Поразка   | 1.   | 30 квітня 2005    | Сассуоло, Італія               | Ґрунт    | Олівер Марах        | 3–6, 6–4, 4–6        |
| Поразка   | 2.   | 23 січня 2006     | Сантьяго, Чилі                 | Ґрунт    | Борис Пашанскі      | 2–6, 6–7(7–9)        |
| Поразка   | 3.   | 14 серпня 2006    | Бронкс, Нью-Йорк, США          | Тверде   | Майкл Расселл       | 0–6, 2–6             |
| Перемога  | 2.   | 23 квітня 2007    | Флоріанополіс, Бразилія        | Ґрунт    | Хуан Пабло Гусман   | 7–6(7–0), 6–0        |
| Перемога  | 3.   | 4 серпня 2008     | Бінгемтон, США                 | Тверде   | Ражів Рам           | 4–6, 6–3, 6–1        |
| Перемога  | 4.   | 29 вересня 2008   | Аракажу, Бразилія              | Ґрунт    | Тьяго Алвес         | 7–5, 6–4             |
| Поразка   | 4.   | 27 жовтня 2008    | Калі (місто)-2, Колумбія       | Ґрунт    | Даніель Коллерер    | 4–6, 3–6             |
| Поразка   | 5.   | 5 січня 2009      | Сан-Паулу-1, Бразилія          | Тверде   | Рікардо Мелло       | 2–6, 4–6             |
| Перемога  | 5.   | 16 серпня 2009    | Бінгемтон, США                 | Тверде   | Кевін Андерсон      | 7–6(9–7), 7–6(13–11) |
| Поразка   | 6.   | 18 жовтня 2010    | Сантьяго-2, Чилі               | Ґрунт    | Фабіо Фоніні        | 2–6, 6–7(2–7)        |
| Перемога  | 6.   | 14 листопада 2010 | Гуаякіль, Еквадор              | Ґрунт    | Дієго Хункейра      | 6–3, 3–6, 6–3        |
| Перемога  | 7.   | 26 червня 2011    | Гвадалахара (Мексика), Мексика | Тверде   | П'єрр-Людовік Дюкло | 7–5, 6–1             |
| Перемога  | 8.   | 14 серпня 2011    | Бінгемтон, США                 | Тверде   | Вейн Одеснік        | 7–6(7–4), 6–3        |
| Перемога  | 9.   | 11 березня 2012   | Сантьяго, Чилі                 | Ґрунт    | Антоніо Веїч        | 6–3, 6–7(5–7), 6–3   |
| Поразка   | 7.   | 9 квітня 2012     | Блуменау, Бразилія             | Ґрунт    | Антоніо Веїч        | 6–3, 4–6, 2–5 ret.   |
| Поразка   | 8.   | 7 травня 2012     | Rio Quente, Бразилія           | Тверде   | Гільєрме Клезар     | 6–7(4–7), 3–6        |
| Поразка   | 9.   | 5 листопада 2012  | São Leopoldo, Бразилія         | Ґрунт    | Орасіо Себальйос    | 6–3, 5–7, 6–7(2–7)   |
| Поразка   | 10.  | 25 березня 2013   | Перейра (Колумбія)             | Ґрунт    | Сантьяго Хіральдо   | 2–6, 4–6             |
| Перемога  | 10.  | 22 квітня 2013    | Сан-Паулу, Бразилія            | Ґрунт    | Ренцо Оліво         | 6–2, 6–2             |

### Перемоги в парному розряді
| Ранг | Дата             | Турнір               | Покриття | Партнер         | Суперники                               | Рахунок               |
| ---- | ---------------- | -------------------- | -------- | --------------- | --------------------------------------- | --------------------- |
| 1.   | 29 січня 2007    | Вінья-дель-Мар, Чилі | Ґрунт    | Оскар Ернандес  | Альберт Монтаньєс Рубен Рамірес Ідальго | 4–6, 6–4, [10–6]      |
| 2.   | 6 листопада 2011 | Медельїн, Колумбія   | Ґрунт    | Ніколас Массу   | Алессіо ді Мауро Маттео Віола           | 6–2, 4–6, [10–8]      |
| 3.   | 10 березня 2012  | Провіденсія, Чилі    | Ґрунт    | Марсель Фельдер | Хорхе Агілар Даніель Гарса              | 6–7(3–7), 6–4, [10–7] |
| 4.   | 28 квітня 2012   | Сан-Паулу, Бразилія  | Ґрунт    | Марсель Фельдер | Андре Гем Жуан Педру Соржі              | 7–5, 6–3              |

## Часовий графік результатів
| W | Ф | ПФ | ЧФ | #Р | КТ | К# | DNQ | A | NH |

| Турнір                                 | 2005         | 2006         | 2007         | 2008         | 2009   | 2010   | 2011   | 2012   | 2013   | 2014   | SR     | В-П  |
| -------------------------------------- | ------------ | ------------ | ------------ | ------------ | ------ | ------ | ------ | ------ | ------ | ------ | ------ | ---- |
| Відкритий чемпіонат Австралії з тенісу |              |              | 2р           | 2р           | К1р    | К1р    | К2р    |        | К3р    | К2р    | 0 / 2  | 2–2  |
| Відкритий чемпіонат Франції з тенісу   | К2р          | 2р           | 1р           | 2р           | 1р     | К1р    | К2р    | К1р    | К2р    |        | 0 / 4  | 2–4  |
| Вімблдонський турнір                   | К1р          | К1р          | К3р          | К2р          | 1р     |        |        |        | К2р    |        | 0 / 1  | 0–1  |
| Відкритий чемпіонат США з тенісу       | 2р           | К2р          | 2р           | 1р           | 2р     | К1р    | К3р    | К2р    |        |        | 0 / 4  | 3–4  |
| В-П                                    | 1–1          | 1–1          | 2–3          | 2–3          | 1–3    | 0–0    | 0–0    | 0–0    | 0–0    | 0–0    | 0 / 11 | 7–11 |
| Тур ATP Мастерс 1000                   |              |              |              |              |        |        |        |        |        |        |        |      |
| Indian Wells Open                      |              | 1р           | 1р           | 1р           | К2р    |        |        |        |        |        | 0 / 3  | 0–3  |
| Відкритий чемпіонат Маямі з тенісу     |              | 1р           | К2р          | К2р          | К2р    | К1р    | 1р     | К2р    | К2р    |        | 0 / 2  | 0–2  |
| Мастерс Монте-Карло                    |              |              |              |              |        |        |        |        |        |        | 0 / 0  | 0–0  |
| Мастерс Рим                            |              |              |              |              | К1р    |        |        |        |        |        | 0 / 0  | 0–0  |
| Мастерс Мадрид                         |              |              |              |              | К1р    |        |        |        |        |        | 0 / 0  | 0–0  |
| Мастерс Канада                         |              |              |              |              |        |        |        | К1р    |        |        | 0 / 0  | 0–0  |
| Мастерс Цинциннаті                     |              |              |              | 1р           |        |        |        |        |        |        | 0 / 1  | 0–1  |
| Мастерс Шанхай                         | Не проводили | Не проводили | Не проводили | Не проводили |        |        | К1р    |        |        |        | 0 / 0  | 0–0  |
| Мастерс Париж                          |              |              |              |              |        |        |        |        |        |        | 0 / 0  | 0–0  |
| Hamburg Masters                        |              |              |              |              | NM1000 | NM1000 | NM1000 | NM1000 | NM1000 | NM1000 | 0 / 0  | 0–0  |
| В-П                                    | 0–0          | 0–2          | 0–1          | 0–2          | 0–0    | 0–0    | 0–1    | 0–0    | 0–0    | 0–0    | 0 / 6  | 0–6  |
| Рейтинг на кінець року                 | 133          | 142          | 100          | 112          | 129    | 165    | 131    | 166    | 154    | 916    |        |      |

## Перемоги на гравцями першої 10-ки
| #    | Гравець      | Рейтинг | Турнір                    | Покриття | Р-д  | Рахунок  | Рейтинг Капдевіля |
| 2006 | 2006         | 2006    | 2006                      | 2006     | 2006 | 2006     | 2006              |
| ---- | ------------ | ------- | ------------------------- | -------- | ---- | -------- | ----------------- |
| 1.   | Джеймс Блейк | 8       | Кубок Девіса, Ранчо-Міраж | Трава    | RR   | 6–3, 6–4 | 103               |